# OpenType
OpenType（オープンタイプ）は、デジタルフォントの規格である。Appleが開発したTrueTypeの拡張版として、マイクロソフト、アドビシステムズ（現アドビ）により共同で開発され、1997年4月にバージョン1.0が発表された。OpenType はマイクロソフトの登録商標である。

## 規格

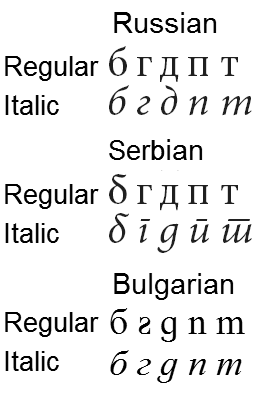
ロシア語（上）と、マケドニア/セルビア語（下）のキリル文字。字形は異なるもののUnicodeの同じコードポイントを共有しているため、OpenTypeの機能を利用して字形を適切に指定する必要がある。

OpenTypeはTrueTypeを発展させ、PostScript フォントの CFF/Type 2形式のアウトラインデータも収録できるようにしたものである。
拡張子は、アウトラインデータがCFF (PostScript) 形式のものは「.OTF」（フォントコレクションは「.TTC」「.OTC」）、TrueType形式のものは「.TTF」「.OTF」（フォントコレクションは「.TTC」）のいずれかとなる。

## 特徴
OpenTypeは下記の特徴を持つ。
- Unicodeに完全対応しており、異体字などを含む65536個までのグリフを収録した多言語フォントを実現可能で、 CID（Character IDentifier, Character ID）を使用できる。
- 文字組版に関する多数の高度な機能（合字、字体切替、プロポーショナルメトリクス、ペアカーニング、ベースラインの指定など）が利用できる[6][9]。
- クロスプラットフォーム[6]で、 WindowsとmacOSの双方で同じフォントファイルが利用できる。ATMフォント、低解像度プリンタフォント、高解像度プリンタフォントなどの区別なく、1つのフォントファイルのみで対応ができる。
- アウトラインがCFF (PostScript) 形式の場合、TrueType形式よりフォントファイルのサイズを小さくできる[注釈 4][10]。
- 2016年9月策定のOpenType 1.8で、同じフォントファミリー内の複数のスタイルを一つのフォントファイルにまとめられるバリアブルフォント[注釈 5] (OpenType Variable Font) が追加された。この規格に対応するフォントは、1つのフォントファイルのみでウェイトや字幅など文字のスタイルを自由自在に変更することができる。[11]。
- PNG画像やSVG画像の埋め込み、あるいは複数の単色グリフアウトラインのベクターレイヤーを利用した、カラー絵文字や色付きのフォント（カラーフォント）をサポートする[12]。

WindowsではOpenTypeフォントが使用できないアプリケーションもあり、GDI+では標準で対応されないため.NET FrameworkのWindows Formsなどでは標準で使用できない。WPFは大部分の機能に対応した。Windows 7以降に標準搭載されているDirectWriteもOpenTypeに対応しているが、カラーフォントへの対応はWindows 8.1以降であり、またWindows 10 Anniversary Update時点でSVGカラーフォントへの対応は部分的にとどまっている。

## 和文OpenTypeフォント
JIS X 0208などの漢字コードは、微小な字形差の多くが包摂規準により同じ符号位置に統合されているため、微小な字形差を表現し分けることができない。 OpenTypeは微小な字形差などを含み対応可能な特長を有し、日本ではグリフ集合としてAdobe-Japan1シリーズを用いることで、微小な字形差を区別していることが多い。
漢字の異体字切替は、フォントに内蔵されるGSUBテーブルを利用した切替がAdobe InDesignなどで実装されているほか、Unicode 5.1で異体字セレクタとしてIVS (Ideographic Variation Sequences) が導入され、その組み合わせとして2007年12月にAdobe-Japan1がIVD (Ideographic Variation Database) に登録された。Unicode 6.3 では、SVS (Standardized Variation Sequences) としてCJK互換漢字の1002通りが追加された。フォントの規格では、OpenTypeが2008年5月策定のOpenType 1.5でUnicodeの異体字セレクタに対応した。これによりソフトウェア・フォント共に対応していれば、異体字セレクタを利用してプレーンテキスト上で異体字を表現できる。
日本語のグリフ集合は、Adobe-Japan1-3 (Std) が9,354グリフ、Adobe-Japan1-4 (Pro) が15,444グリフ、Appleが制定しMac OS X v10.1で採用した独自のグリフ集合であるAPGS (Apple Publishing Glyph Set) をサポートしたAdobe-Japan1-5 (Pr5) は20,317グリフ、そして使用頻度の低い漢字を多数収容したAdobe-Japan1-6 (Pr6) で23,058グリフをサポートしている。
現在では、アドビやモリサワなどいくつかの和文フォントベンダーがAdobe-Japan1-6に準拠したOpenTypeフォントを多数販売、AppleはmacOS にヒラギノOpenTypeフォントを標準で採用、アドビはDTPソフトAdobe InDesignでOpenTypeの文字組版機能に完全対応するなど各方面で対応が進んでいる。Windows 2000以降のWindowsなどでも利用可能だが、OpenTypeの特徴である高度な文字組版機能を使用するには対応アプリケーションを要する。

## 出力における従来のフォントとの違い
従来のOCFフォント、CIDフォントはともに、ダイナミックロードの出力は不可能ではないが不安定である。日本語を含む2バイトフォントのDTP出力は、イメージセッタやプリンタなど出力機側に専用のフォントをあらかじめインストールし、出力時は文字コード情報やフォント名の情報のみを出力機へ送り、文字の形の情報は出力機側で計算させた。かつてコンピュータやネットワークの性能が低い状況で負荷を低減させる利点があったが、機能の向上とともに不要となった。
OpenTypeはTrueType同様にダウンロード出力ができるため、コンピュータ側にフォントがインストールされていれば出力が可能である。

## Open Font Format
2005年後半になり、OpenTypeは国際標準化機構（ISO）の下、MPEGグループ内のオープン標準への移行を開始した。MPEGグループは以前（2003年）、MPEG-4のためにOpenType 1.4を参照採用したことがあった。 新しい標準の採用は、2007年3月にISO規格ISO/IEC 14496-22（MPEG-4 Part 22）として正式に承認され、「Open Font Format」（OFF、Web Open Font Formatとは混同しないように注意）と呼ばれることになった。また、「Open Font Format Specification」（OFFS）とも呼ばれることもある。
最初の規格は、ISOに適した言語変更を加えた上で、技術的にはOpenType 1.4仕様と同等であった。OFFの第2版は2009年に発行され（ISO/IEC 14496-22:2009）、OpenTypeフォントフォーマット仕様と「技術的に同等」であると宣言された 。それ以来、OFFとOpenTypeの仕様は同期して維持されている。OFFは無料で公開されている規格である。
2024年8月現在審議中の第5版の案では、1フォントファイルにおけるグリフ数の上限を引き上げるため、新しいGLYF及びLOCAテーブルフォーマットが導入される。これらの新しいテーブルフォーマットは、従来のglyf及びlocaテーブルフォーマットを反映したものであるが、従来は16ビットのグリフインデックスであったところ、24ビットのグリフインデックスをサポートすることにより、フォントファイル内のグリフ数の上限が65,535個から16,777,216個に拡張される。